# 裴休墓
裴休墓，位于湖南省长沙市宁乡市沩山乡清溪村端山。

## 沿革
唐朝宰相裴休和沩山灵佑同门，都是沩仰宗，被称为“河东大士”、“宰相沙门”，因为在朝廷直言被贬，隐居于今宁乡市祖塔村裴公庵。他和夫人陈氏死后都葬于沩山。

## 建筑
裴休墓在端山的山腰，坐西朝东，石料为花岗岩和青石。墓后有“唐故相国裴休之墓”的石碑。墓门有对联“亮节高风乾坤并老，慈怀道气天地长存”。